# Kanal C
Kanal C est une station de radio liée à l'université d'Augsbourg pour la formation de ses étudiants en communication.

## Histoire
L'idée naît d'une thèse de deux étudiants sur la faisabilité d'une radio universitaire à Augsbourg. Pendant six mois, il développe avec une dizaine d'étudiants le concept et les programmes. Le projet est soutenu par la radio locale Radio Fantasy. La première émission a lieu le 1er juillet 1997. À partir de mai 1999, elle émet régulièrement chaque semaine, trois heures le lundi. Kanal C possède son propre habillage (jingles...) depuis le 14 avril 2014.

### Source de la traduction
- (de) Cet article est partiellement ou en totalité issu de l’article de Wikipédia en allemand intitulé « Kanal C » (voir la liste des auteurs).